# Wielands (Gemeinde Großdietmanns)
Wielands ist eine Ortschaft und eine Katastralgemeinde der Marktgemeinde Großdietmanns im Bezirk Gmünd in Niederösterreich mit 243 Einwohnern (Stand 1. Jänner 2024).

## Geografie
Das langgestreckte Dorf liegt in den Fluren links über der Lainsitz und besteht aus den mittlerweile zusammengewachsenen Teilen Oberwielands und Unterwielands. Im Osten reicht die Ortschaft fast bis an die Staatsgrenze zu Tschechien, wo die Straße nach České Velenice führt.
Am 1. April 2020 umfasste die Ortschaft 126 Adressen.

## Siedlungsentwicklung
Zum Jahreswechsel 1979/1980 befanden sich in der Katastralgemeinde Wielands insgesamt 130 Bauflächen mit 51.713 m² und 125 Gärten auf 40.532 m², 1989/1990 waren es 130 Bauflächen. 1999/2000 war die Zahl der Bauflächen auf 441 angewachsen und 2009/2010 waren es 216 Gebäude auf 491 Bauflächen.

## Geschichte
Der Ortsname leitet sich von Personennamen Wieland ab. Im späten 14. Jahrhundert verkauften Angehörige der hier ansässigen Familie Jörger ihre Güter an Bürger der Stadt Weitra, die mit den Erträgnissen das Bürgerspital bestifteten (Spitalsherrschaft). Ein in Unterwielands befindliches Adelsgut ging zu Beginn des 17. Jahrhunderts an die Rachwein in Ehrendorf über und gelangte in der Folge an die Herrschaft Gmünd und später an die Herrschaft Engelstein, bis es gänzlich verfiel.
Die Bewohner waren mittelmäßig bestiftete Waldbauern, die auch Ackerbau und etwas Viehzucht betrieben. Im Jahr 1822 wurde der Ort mit 62 Häusern beschrieben, wovon sich 49 im Dorf Oberwielands und 13 im Dorf Unterwielands befanden, die beide nach Gmünd eingepfarrt waren, wohin auch die Kinder eingeschult wurden. Das Bürgerspital Weitra besaß die Ortsobrigkeit über Oberwielands und hatte die Grundherrschaft inne; die Landgerichtsbarkeit wurde von der Herrschaft Gmünd ausgeübt, die auch die Konskription besorgte. Die Ortsobrigkeit über Unterwielands oblag der Herrschaft Engelstein, die auch die Grundherrschaft innehatte und die Konskription besorgte. Die Landgerichtsbarkeit wurde von der Herrschaft Weitra ausgeübt.
Um 1850 konstituierten sich Oberwielands, Unterwielands und Ehrendorf (sowie das Eichhäusl) zur Gemeinde Wielands. Im Rahmen der Niederösterreichischen Kommunalstrukturverbesserung konstituierten sich im Jahr 1967 die damaligen Gemeinden Dietmanns, Eichberg, Hörmanns bei Weitra und Wielands zur Gemeinde Großdietmanns.

## Landwirtschaft
Die Katastralgemeinde ist landwirtschaftlich geprägt. 431 Hektar wurden zum Jahreswechsel 1979/1980 landwirtschaftlich genutzt und 14 Hektar waren forstwirtschaftlich geführte Waldflächen. 1999/2000 wurde auf 414 Hektar Landwirtschaft betrieben und 25 Hektar waren als forstwirtschaftlich genutzte Flächen ausgewiesen. Ende 2018 waren 405 Hektar als landwirtschaftliche Flächen genutzt und Forstwirtschaft wurde auf 27 Hektar betrieben. Die durchschnittliche Bodenklimazahl von Wielands beträgt 33 (Stand 2010).

## Persönlichkeiten
- Josef Gruber (1848–1929), Theologe und Generalvikar der Diözese St. Pölten